# Fuga scabrosamente pericolosa
Fuga scabrosamente pericolosa è un film del 1985, diretto da Nello Rossati.

## Trama
La figlia di un ricco proprietario terriero viene rapita e torturata; una volta fuggita avrà la sua vendetta.